# Esfahan
Esfahan uttal (fil) (persiska: اِصفَهان) är administrativ huvudort i den iranska provinsen Esfahan och är den tredje största staden i landet med cirka 2 miljoner invånare. Esfahan ligger cirka 340 km söder om Teheran. 
Esfahan är en av Irans äldsta städer. Den omnämns av Ptolemaios under namnet Aspadana; ett annat äldre namn var Djaiy. Esfahan verkar ha varit en betydande stad under den muslimska tiden, tills den år 1387 ödelades av Timur Lenk. En ny blomstring inleddes efter att Abbas den store gjort staden till residensstad.
Esfahan ligger på stranden av floden Zayandeh Rud. På dess södra strand ligger förstaden Djulfa, uppkallad efter den tidigare armeniska staden Djulfa, vars innevånare av Abbas den store 1605 deporterades till Esfahan, och armenier har fortsatt utgöra en stor del av förstadens befolkning. Staden hade tidigare, sedan sasaniderkungen Yazdegerd I:s tid, en betydande judisk koloni, som dock sedan 1900-talets andra hälft försvunnit. Esfahan ligger längs karavanvägen Teheran-Esfahan-Shiraz-Bjsjir-Bandar Abbas, var ett betydande handelscentrum och en av Persiens mäktigaste städer från 1600-talet fram till 1722. Den erövrades 1722 av afghanfursten Mahmud Ghilzai, återtogs 1729 av Nadir Shah men återvann aldrig sin forna betydelse, särskilt sedan Teheran från 1795 istället växte fram som landets huvudstad.
Staden är känd för sin stora moské (fram till 1979 känd som Masjed-e Shah, därefter Masjed-e Emam, båda namnen används emellertid i folkmun). Där finns även en anläggning för anrikning av uran. Esfahan har sedan 1500-talet haft en stor andel armenier boende i staden, där de har egna kyrkor och föreningar.
Majoriteten av befolkningen i Isfahan talar persiska. Lori-Bakhtiari, turkiska, centrala iranska dialekter, georgiska, kurdiska, biyabanaki och armeniska utgör mindre språkgrupper.